# 和泉万夜
和泉 万夜（いずみ ばんや）は、日本のゲームシナリオライター。男性。代表作に『EXTRAVAGANZA 〜蟲愛でる少女〜』、『無限煉姦 〜恥辱にまみれし不死姫の輪舞〜』 。
フリーで活動。得意とする作風は凌辱から恋愛作品まで幅広い。

## 来歴
2002年5月有限会社ビーアイコミュニケーションズ入社。『闇の声II』で商業デビュー。シナリオ、プロデューサー、ディレクターなどを経て2007年7月10日に退職。
その後、2015年に発売されたCYCLETの『妖神鎮め〜少女の決断、御子の決意〜』にて、Cyc作品に再び参加した。

## 担当作品

### アダルトゲーム
- 闇の声II
- 蟲使い
- 同人誌即売会をやろう!
- MinDeaD BlooD ～支配者の為の狂死曲～
- MinDeaD BlooD ～麻由と麻奈の輸血箱～
- 時の回廊
- 闇の声異聞録
- 夏の孤島の闇の声（ゴア･スクリーミング･ショウ予約特典）
- かみさまの宿っ!
- EXTRAVAGANZA ～蟲愛でる少女～
- うぇるかむ　とぅ　ＡｎｚＵ！（蟲愛でる少女 初回特典）
- 南国さく乳アイランド ～妊娠させて!?乳搾り～
- 戦場デ少女ハ心ヲサガスＤＳ～ダークサイドじゃないよ　ダスティ・サプライズだよ～（戦場デ少女ハ心ヲサガス オフィシャル通販特典）
- 最凶痴女上司麗子!
- ソルティアンジュ魔法倶楽部
- 魔将の贄2
- 詩篇69～深淵のメサイア～
- せーえき瞬間っ!移動?! ～遠隔操作魔法で、いつでもどこでも膣内射精!～
- くのいちミカゲツ淫遊記 尋問篇
- 彼女×彼女×彼女～三姉妹とのドキドキ共同生活～
- The3Days -15人連続レイプ-
- 欲望の牢獄
- 触手病棟 【-666-】
- クラス全員オレの嫁 ～「私達のカラダは貴方のモノ」女子全員ペット宣言～
- EXTRA VA MIZUNA（恋する式（おとめ）～SHIKIGAMI 2008～ オフィシャル通販特典）
- こっすこす! ～あなた好みのコスプレHしてあげる～
- Before Dawn Daybreak ～深淵の歌姫～
- 聖奴隷女教師
- 精液大量注入! ～オレの子種は媚薬入り～
- EXTRAVAGANZA ～末路の果てに～（フルメタルＢＯＸ 封入特典）
- ボクだけの肉欲人形～白濁のコスプレイヤー～
- 淫らな車窓から
- 彼女×彼女×彼女 ドキドキフルスロットル!
- もっと!精液大量注入!
- AlterEgo
- AGEHA～EXTRAVAGANZA～
- はじめてどうし～バカップルでいこう!～
- 逝け!潮吹地獄!
- いつつご-Lovely Quintuplets-
- 淫触の魔法少女テンタクル!
- Dark Blue
- 世界に男は自分だけ、全世界の女性を妊娠させて人類を救え！～ザーメンキャラバン認定ソフト～
- 和姦催眠 ～幼馴染の彼女は催眠PlayMates～
- 黒獣 ～気高き聖女は白濁に染まる～
- 調教神ユーリ -俺様の肉便器奴隷にしてやるぜ!!-
- 淫触の魔法少女テンタクル!
- ヴァルプルギス
- セリフで感じて! 声優どうし
- はじめてどうし2 ～HAPPY・バカップル～
- euphoria
- 出撃！！乙女たちの戦場２～天翔ける衝撃の絆～
- 戦国天使ジブリール
- ブレイズハート
- 都合のよいセックスフレンド?
- 無限煉姦 ～恥辱にまみれし不死姫の輪舞～
- めばえ
- しりこん☆まじっく ～生まれる前からあなた専用?!～
- 星空へ架かる橋AA
- 催眠クラスメイト ～寧子は俺の言葉で淫れる!
- 淫蟲猟域
- リヴォルバーガール☆ハンマーレディ
- ピュアガール
- 隣りのぷ～さん
- 誘惑女教師 ～熟れた蜜の味～
- 妹ぱらだいす！２～お兄ちゃんと５人の妹のも～っと！エッチしまくりな毎日～
- NO,THANK YOU!!!
- 犯され勇者III ～勇者なのに、ビンカンすぎるボクのおちんちん…～
- ノブレスオブルージュ
- ちいさな彼女の小夜曲
- 我が家のヒメガミさまっ!
- ダークロード
- P/A ～Potential Ability～
- ニジマス戦隊モーホレンジャー
- フラテルニテ
- デーモンバスターズ
- 鯨神のティアスティラ
- 妖神鎮め ～少女の決断、御子の決意～
- Closed GAME
- ここから夏のイノセンス![4]
- ゆ～たい☆りだつっ! どこでも、だれでも、ヤりほーだい!!
- EXTRAVAGANZA ～蟲狂編～
- Purino Party
- 強制AVデビュー 上木愛莉1X歳 ～自慰盗撮から始まった、恥辱と背信の日々～
- 手垢塗れの天使
- 死に逝く君、館に芽吹く憎悪
- アヤツラレル！？私の肢体は誰かのオモチャ
- はるるみなもに！
- 新妻LOVELY×CATION
- 魔女と剣と千の月
- 手垢塗れの堕天使
- Crimson Apocalypse（魔女と剣と千の月 予約特典）
- 感情を失くした少女と廃病院からの脱出
- ケモノ娘の育て方
- 黒獣・改 ～気高き聖女は白濁に染まる～
- 手垢塗れの復讐
- 黒獣2 ～淫欲に染まる背徳の都、再び～
- 夢と色でできている
- BUKKAKE! ドシコリングMINUKIマックスアクメしてもいいですか? ドエロいポーズして貰って見抜きぶっかけしたらお互い興奮がドチャクソヤバイです
- Pieces/渡り鳥のソムニウム
- 月の彼方で逢いましょう
- 真愛の百合は赤く染まる
- 孕み鬼
- SaDistic BlooD[5]
- 神装剣姫 アークセイバー ～魔族懐胞～
- ジンキ・リザレクション
- 火箭 ゆるすまぢ! そしらぬ笑顔と汚れた下着
- 支配の教壇II
- 聖奴隷学園祭 ～Remaster Complete Box～[6]
- 聖奴隷学園2[7]
- イチャ×2スタディ
- しりこん☆まじっく ～生まれる前からあなた専用?!～ いんもらるえでぃしょん
- 黒獣2改 ～淫欲に染まる背徳の都、再び～
- キスから始まるギャルの恋 〜くるみのウワサとホントのキモチ〜
- 贄の町-いろむすび-
- JINKI -Unlimited-
- 姉妹X調教 ～絶対服従、セレブ姉妹と毎日中出し性活～
- 鏖呪ノ嶼
- 死に逝く騎士、異世界に響く断末魔
- 聖奴隷学園２ ～完全調教版～
- 聖奴隷学園3
- もっと!最高に都合のいいパイズリ上手のソフィーさん
- エルフ姫回顧録 ～娼婦姫と亡国の夢～

### 一般ゲーム
- 出撃!! 乙女たちの戦場2 ～天翔ける衝撃の絆～
- Purino Party
- ジンキ・リザレクション
- キスから始まるギャルの恋 〜くるみのウワサとホントのキモチ〜
- JINKI -Infinity-
- 贄の町 いろむすび

### 同人アダルトゲーム
- シロクロ 〜色情症の幼馴染を世話することになった、彼女にナイショで〜

### 同人音声作品
- 放課後身体検査～クラス委員長編～
- コンビニ罰ゲーム
- オナニー愛好家～変態ドHな女の子はオナニーグッズ買いに行くだけでもいっぱいオナニーしちゃうの～
- 【KU-100】放課後身体検査～ドSギャル編～
- 【終末型ASMR】星降る町の片隅で【CV.飴川紫乃KU100】